# Beatriz Ortiz
Beatriz Ortiz Muñoz (Rubí, 21 giugno 1995) è una pallanuotista spagnola.

## Palmarès

### Club
- Campionato spagnolo: 5

Sabadell: 2016-17, 2017-18, 2018-19, 2022-23, 2024-25
- Copa de la Reina: 4

Sabadell: 2016-17, 2017-18, 2018-19, 2022-23
- Supercopa de España: 3

Sabadell: 2017, 2018, 2023
- LEN Euro League Women: 3

Sabadell: 2018-19, 2022-23, 2023-24
- Supercoppa LEN: 2

Sabadell: 2023, 2024

### Nazionale
- Olimpiadi

Tokyo 2020: 
Parigi 2024: 
- Mondiali

Budapest 2017: 
Gwangju 2019: 
Fukuoka 2023: 
Doha 2024: 
Singapore 2025: 
- Europei

Barcellona 2018: 
Budapest 2020: 
Spalato 2022: 
Eindhoven 2024: 
- Coppa del mondo

Long Beach 2023: 
- World League

Tenerife 2022: 
- Giochi del Mediterraneo

Tarragona 2018: 

## Riconoscimenti
- LEN Award: 2021, 2024
- Pallanuotista dell'anno World Aquatics: 2024